# Новая Сидоровка
Новая Сидоровка — село в Кетовском районе Курганской области. Административный центр Новосидоровского сельсовета.

## История
До 1917 года входило в состав Введенской волости Курганского уезда Тобольской губернии. По данным на 1926 год состояло из 70 хозяйств. В административном отношении являлась центром Новосидоровского сельсовета Курганского района Курганского округа Уральской области.

## Население
| 1989 | 2002  | 2010  |
| ---- | ----- | ----- |
| 1614 | ↗1903 | ↘1893 |

По данным переписи 1926 года в деревне проживало 329 человек (154 мужчины и 175 женщин), в том числе: русские составляли 100 % населения.